# Kullervo (Sibelius)
Kullervo là bản giao hưởng thơ của nhà soạn nhạc người Phần Lan Jean Sibelius. Ông sáng tác nó vào cuối năm 1892 dựa trên thiên anh hùng ca Kalevala. Năm 1893, tác phẩm được trình diễn và có thành công lớn, nhưng sau đó lại không được trình diễn nữa, cho đến khi Sibelius qua đời thì lại được trình diễn. 